# Cedar (Michigan)
Cedar – jednostka osadnicza w Stanach Zjednoczonych, w stanie Michigan, w hrabstwie Leelanau.